# Stanisław Hrebenda
Stanisław Jakub Jan Hrebenda (ur. 24 sierpnia 1894 w Krakowie, zm. kwiecień 1940 w Katyniu) – major artylerii Wojska Polskiego, ofiara zbrodni katyńskiej.

## Życiorys
Urodził się w rodzinie Władysława i Anny z domu Reiner wzgl. Rajner (zm. 10 marca 1931 w Sanoku jako wdowa w wieku 66 lat). Był bratem Jana (1896–1941), także oficera armii austriackiej i Wojska Polskiego, ofiary KL Auschwitz. W 1914 roku ukończył CK III Gimnazjum im. Króla Jana Sobieskiego w Krakowie. Po zdaniu matury rozpoczął studia na Wydziale Filologicznym Uniwersytetu Jagiellońskiego.
Po wybuchu I wojny został wcielony do armii austriackiej. W 1915 roku ukończył Szkołę Oficerów Rezerwy Artylerii w Ołomuńcu i został skierowany na front włoski. Na stopień podporucznika został mianowany ze starszeństwem z 1 grudnia 1917 roku w korpusie oficerów rezerwy artylerii polowej i górskiej. Jego oddziałem macierzystym był pułk artylerii polowej nr 110. Został ranny 2 lipca 1918 roku. 
Po wyleczeniu 1 listopada 1918 roku wstąpił Wojska Polskiego, służył w załodze pociągu pancernego „Śmiały”. Walczył z Ukraińcami na Froncie Galicyjskim. 12 kwietnia 1919 roku przeniesiony do 7 pułku artylerii polowej i jako dowódca baterii uczestniczył w wojnie z bolszewikami.
Po zakończeniu wojny służył w 7 pap w Częstochowie. W listopadzie 1924 roku został przeniesiony do 27 pułku artylerii polowej we Włodzimierzu Wołyńskim na stanowisko dowódcy II dywizjonu. 1 grudnia 1924 roku został awansowany na majora ze starszeństwem z dniem 15 sierpnia 1924 roku i 73. lokatą w korpusie oficerów artylerii. 15 marca 1925 roku został przesunięty ze stanowiska dowódcy II dywizjonu na stanowisko kwatermistrza pułku. W maju 1926 roku został przesunięty na stanowisko dowódcy III dywizjonu. 31 marca 1930 roku ponownie został przesunięty ze stanowiska dowódcy dywizjonu na stanowisko kwatermistrza. 31 lipca tego roku powrócił na stanowisko dowódcy dywizjonu. W maju 1932 roku został przeniesiony do 31 pułku artylerii lekkiej w Toruniu na stanowisko dowódcy dywizjonu. 30 marca 1934 roku został zwolniony z zajmowanego stanowiska z pozostawieniem bez przynależności służbowej i z równoczesnym oddaniem do dyspozycji dowódcy Okręgu Korpusu Nr VIII. Z dniem 31 lipca 1934 roku został przeniesiony w stan spoczynku.
We wrześniu 1939 dostał się do niewoli radzieckiej, osadzony w Kozielsku, zamordowany w Katyniu. Figuruje na Liście Wywózkowej 029/1 z 13 kwietnia 1940 r. poz. 97.
Stanisław Hrebenda był żonaty. Miał córkę Marię oraz synów Andrzeja i Michała.
5 października 2007 roku Minister Obrony Narodowej Aleksander Szczygło mianował go pośmiertnie do stopnia podpułkownika. Awans został ogłoszony 9 listopada 2007 roku, w Warszawie, w trakcie uroczystości „Katyń Pamiętamy – Uczcijmy Pamięć Bohaterów”.

## Ordery i odznaczenia
- Krzyż Srebrny Orderu Virtuti Militari nr 1533
- Złoty Krzyż Zasługi (25 maja 1939)[17]
- Medal Pamiątkowy za Wojnę 1918–1921
- Medal Dziesięciolecia Odzyskanej Niepodległości
- Srebrny Medal Waleczności 2 klasy (Austro-Węgry)[18]
- Brązowy Medal Waleczności (Austro-Węgry)[18]
- Krzyż Wojskowy Karola (Austro-Węgry)[18]